# ویوک
ویوک (به فرانسوی: Veauce) یک کمون در فرانسه است که در Canton of Ébreuil واقع شده‌است.

## خصوصیات
ویوک ۳٫۵۴ کیلومترمربع مساحت و ۴۱ نفر جمعیت دارد و ۴۶۸ متر بالاتر از سطح دریا واقع شده‌است.